# Val-d'Arguenon
Val-d'Arguenon  (en bretón Traoñ-Argenon) es una comuna nueva francesa situada en el departamento de Costas de Armor, de la región de Bretaña.

## Historia
Fue creada el 1 de enero de 2025, en aplicación de una resolución del prefecto de Costas de Armor de 10 de diciembre de 2024 con la unión de las comunas de Pléven y Pluduno, pasando a estar el ayuntamiento en la antigua comuna de Pluduno.

## Demografía
Según los datos aportados en la resolución del prefecto de Costas de Armor, la comuna se crea con 2894 habitantes.

## Composición
| Comuna delegada | Código INSEE | Población (2022) | Superficie (km²) | Densidad (hab./km²) |
| --------------- | ------------ | ---------------- | ---------------- | ------------------- |
| Pléven          | 22200        | 609              | 9.73             | 63                  |
| Pluduno         | 22237        | 2205             | 28.32            | 78                  |